# I rama komunikacyjna w Poznaniu
I rama komunikacyjna – częściowo istniejący ciąg ulic w Poznaniu, jedno-, dwu- lub trzypasmowy o przekroju jedno- lub dwujezdniowym. Trasa przebiega ulicami: Jana Pawła II (pokrywając się z II ramą), Królowej Jadwigi, Stanisława Matyi, Mostem Dworcowym, Roosevelta, Pułaskiego, Nowowiejskiego, Solną, Wolnicą, Małe Garbary, Estkowskiego, Wyszyńskiego. Planowane jest rozbudowa w przyszłości odcinka północnego. Nowy odcinek miałby biec na południe od torów kolejowych, w kierunku zachodnim od ul. Podwale i mający się łączyć z ul. Przepadek. Termin budowy tego odcinka nie jest bliżej określony, inwestycja nie jest wpisana do Wieloletniej Prognozy Finansowej miasta.